# Heinz Wengler
Pour les articles homonymes, voir Wengler.
Heinz Wengler (né le 27 septembre 1912 à Bielefeld et mort le 1er octobre 1942) est un coureur cycliste allemand. Professionnel de 1937 à 1942, il a remporté une étape du Tour de France 1937, ex aequo avec Adolf Braeckeveldt.

## Palmarès
- 1937
  - 17eb étape du Tour de France
  - 9e étape du Tour d'Allemagne
- 1940
  - 2e du Tour de la Hainleite

## Résultats sur le Tour de France
2 participations
- 1937 : 37e, vainqueur de la 17eb étape
- 1938 : abandon (9e étape)